# Осборн (Канзас)
Осборн (англ. Osborne) — місто (англ. city) в США, в окрузі Осборн штату Канзас. Населення — 1335 осіб (2020).

## Географія
Осборн розташований за координатами 39°26′26″ пн. ш. 98°41′58″ зх. д. / 39.44056° пн. ш. 98.69944° зх. д. (39.440577, -98.699364).  За даними Бюро перепису населення США в 2010 році місто мало площу 4,04 км², уся площа — суходіл.

### Клімат
| Клімат : Осборн              | Клімат : Осборн | Клімат : Осборн | Клімат : Осборн | Клімат : Осборн | Клімат : Осборн | Клімат : Осборн | Клімат : Осборн | Клімат : Осборн | Клімат : Осборн | Клімат : Осборн | Клімат : Осборн | Клімат : Осборн | Клімат : Осборн |
| Показник                     | Січ.            | Лют.            | Бер.            | Квіт.           | Трав.           | Черв.           | Лип.            | Серп.           | Вер.            | Жовт.           | Лист.           | Груд.           | Рік             |
| Абсолютний максимум, °C      | 26,7            | 30,6            | 34,4            | 41,1            | 40,6            | 45,0            | 46,7            | 45,0            | 44,4            | 39,4            | 31,1            | 27,8            | 46,7            |
| Середній максимум, °C        | 3,9             | 7,8             | 13,3            | 19,4            | 23,9            | 30,6            | 33,9            | 32,8            | 27,8            | 21,7            | 11,7            | 5,6             | 19,4            |
| Середній мінімум, °C         | −11,1           | −8,3            | −3,3            | 2,8             | 8,9             | 15,0            | 18,3            | 16,7            | 11,1            | 3,3             | −3,9            | −8,9            | 3,4             |
| Абсолютний мінімум, °C       | −31,1           | −30             | −27,2           | −12,8           | −6,1            | 0,6             | 5,0             | 3,3             | −7,8            | −14,4           | −23,3           | −35             | −35             |
| Норма опадів, мм             | 15              | 20              | 56              | 66              | 102             | 81              | 99              | 79              | 58              | 41              | 41              | 19              | 677             |
| ---------------------------- | --------------- | --------------- | --------------- | --------------- | --------------- | --------------- | --------------- | --------------- | --------------- | --------------- | --------------- | --------------- | --------------- |
| Джерело: The Weather Channel |                 |                 |                 |                 |                 |                 |                 |                 |                 |                 |                 |                 |                 |

## Демографія
Згідно з переписом 2010 року, у місті мешкала 1431 особа в 633 домогосподарствах у складі 390 родин. Густота населення становила 354 особи/км².  Було 776 помешкань (192/км²).
Расовий склад населення:
| - 97,7 % — білих - 0,6 % — корінних американців - 0,5 % — азіатів - 0,1 % — чорних або афроамериканців |

До двох чи більше рас належало 0,6 %. Частка іспаномовних становила 1,3 % від усіх жителів.
За віковим діапазоном населення розподілялося таким чином: 21,7 % — особи молодші 18 років, 51,3 % — особи у віці 18—64 років, 27,0 % — особи у віці 65 років та старші. Медіана віку мешканця становила 48,1 року. На 100 осіб жіночої статі у місті припадало 93,4 чоловіків;  на 100 жінок у віці від 18 років та старших — 89,8 чоловіків також старших 18 років.
Середній дохід на одне домашнє господарство  становив 52 123 долари США (медіана — 36 908), а середній дохід на одну сім'ю — 67 887 доларів (медіана — 50 789). Медіана доходів становила 35 417 доларів для чоловіків та 31 094 долари для жінок. За межею бідності перебувало 18,0 % осіб, у тому числі 32,0 % дітей у віці до 18 років та 8,1 % осіб у віці 65 років та старших.
Цивільне працевлаштоване населення становило 709 осіб. Основні галузі зайнятості: освіта, охорона здоров'я та соціальна допомога — 22,3 %, виробництво — 12,7 %, публічна адміністрація — 10,3 %, роздрібна торгівля — 9,6 %.